# Manvel (Texas)
Manvel is een plaats (city) in de Amerikaanse staat Texas, en valt bestuurlijk gezien onder Brazoria County.

## Demografie
Bij de volkstelling in 2000 werd het aantal inwoners vastgesteld op 3046.
In 2006 is het aantal inwoners door het United States Census Bureau geschat op 4600, een stijging van 1554 (51,0%).

## Geografie
Volgens het United States Census Bureau beslaat de plaats een oppervlakte van
60,3 km², geheel bestaande uit land. Manvel ligt op ongeveer 16 m boven zeeniveau.

## Plaatsen in de nabije omgeving
De onderstaande figuur toont nabijgelegen plaatsen in een straal van 16 km rond Manvel.